# 塞巴斯蒂安·阿梅斯托
塞巴斯蒂安·阿梅斯托（Sebastian Armesto，1982年6月3日—）是英國的一位演員。他是歷史學家Felipe Fernandez-Armesto之子，曾經在伊頓公學就讀。